# Spanteloftvej
Spanteloftvej er en vej beliggende på Nyholm i København. Vejen har navn efter den magasinbygning, der blev anvendt til opbevaring af skabeloner til spanter – brædderne, der danner skibenes skrog. Vejen går mellem Danneskiold-Samsøes Allé og A.H. Vedels Plads.

## Historie
Spanteloftbygningen blev opført i 1743 og er formentlig tegnet af enten Philip de Lange (1705-1766) eller af J.G. Kreysig og S. Sørensen. Materialerne til opførelsen stammede fra et tidligere ridehus, der havde ligget på Slotsholmen. Bygningen blev også brugt til opbevaring af mindre fartøjer som chalupper.

## Funktion og anvendelse
Spanteloftet fungerede som opbevaringssted for skabeloner til skibsbyggeri. Selve spanterne blev fremstillet efter disse skabeloner i den såkaldte planbygning på A. H. Vedels Plads. Bygningens betydning for skibsproduktionen på Holmen var afgørende i en periode, hvor Danmark havde en stærk flådetilstedeværelse.

## Stoppebommen
Ved siden af Spanteloftbygningen står en "stoppebom", som er en kæmpe pullert. Stoppebommen blev anvendt til at fastgøre trosserne, så man kunne kontrollere søsætningen af skibene. Den var i brug indtil 1926.

## Østre Takkelagehus
Langs Spanteloftvej ligger også det Østre Takkelagehus, mens det vestre Takkelagehus er placeret på Takkeladsvej. Takkelagehusene blev anvendt til opbevaring af takkelage – skibenes master, rær og lignende, der tidligere blev opbevaret udendørs.
Husene er opført af kraftigt egetømmer og er blandt de ældste bevarede bygninger på Holmen. Begge takkelagehuse er fredede. Den nordligste del af bygningen, som er opført i mursten i 1801, blev brugt som kontor og er formentlig tegnet af Boye Junge Magens.